# 緬因街
緬因街是加拿大安大略省多倫多的一條街道，曾經是東多倫多（East Toronto）獨立城鎮的中心街道。多倫多公車局的地鐵緬因街站位於其與丹佛路（Danforth Avenue）以及湖濱東線（Lakeshore East）上GO運輸的丹佛（Danforth）GO站的交加處。